# أرتور راميريز
أرتور راميريز (بالإسبانية: Arturo Ramírez) هو منافس ألعاب قوى فنزويلي، ولد في 19 أبريل 1991 في San Juan de los Morros ‏ في فنزويلا.

## وصلات خارجية
- أرتور راميريز على موقع الاتحاد الدولي لألعاب القوى (الإنجليزية)
- أرتور راميريز على موقع أوليمبيديا (الإنجليزية)